# El Caracol (Mexikó)

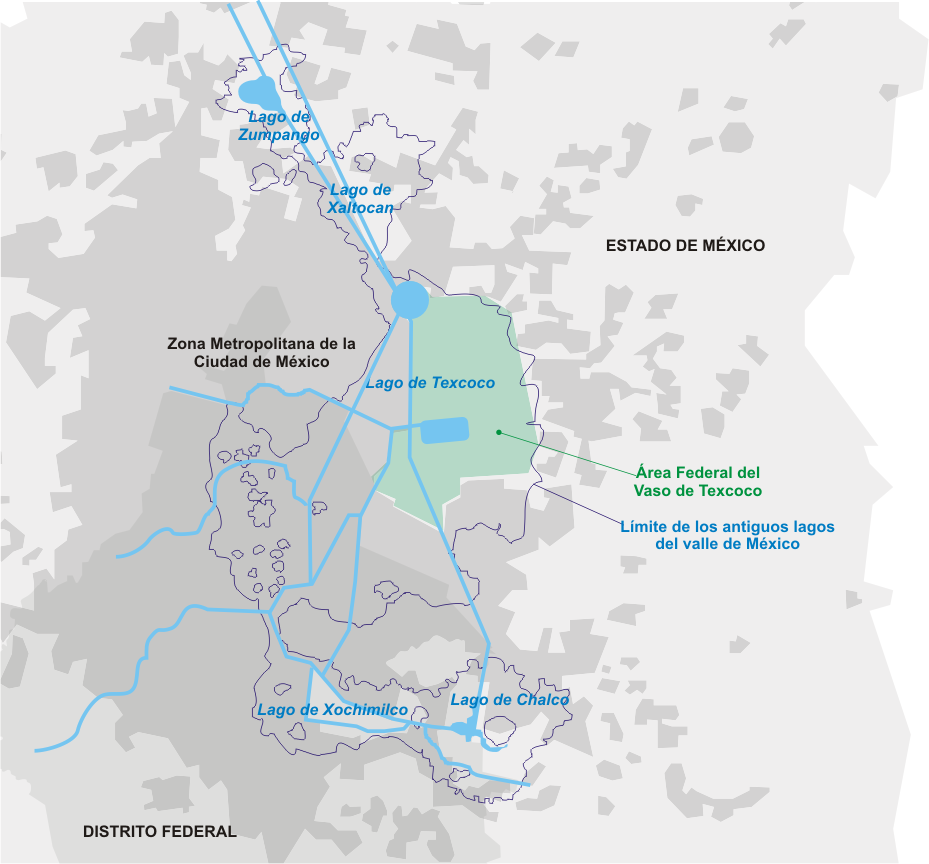
A térképen látható kék kör az El Caracol

Az El Caracol (nevének jelentése: A csiga), más néven El Caracol de Texcoco egy Mexikóvárostól északkeletre, Ecatepec de Morelos község területén elhelyezkedő, mintegy 3200 méter átmérőjű, szabályos kör alakú víztározó, amely leginkább nagy fehér csigára emlékeztető formájáról nevezetes. A Texcoco-tó egyik üledékterében alakították ki. Eredetileg a napenergiát hasznosító sólepárló rendszerként (depósito de evaporación solar) működött, amely azt a célt szolgálta, hogy a vízből nátriumsókat nyerjenek ki. Ma ipari víztározóként használatos, amely Mexikóváros egy részét és a környező településeket látja el ipari (nem iható) vízzel.